# Vůz B256, 250, 249, 244 ČD
Vozy B256, číslované v intervalu 50 54 20-41, vozy B250, číslované v intervalech 50 54  20-80, 50 54 20-10, 50 54 20-40 a 50 54 20-41, vozy B249, číslované v intervalu 51 54 20-41 a zaniklá řada B244, číslovaná v intervalu 51 54 20-41, v 60. a 70. letech označené Ba, v 80. letech Bm, v 90. letech B jsou podobné typy rychlíkových osobních vozů z vozového parku Českých drah. Všechny tyto vozy pro tehdejší Československé státní dráhy vyrobila východoněmecká vagónka VEB Waggonbau Bautzen v letech 1965–1985.

## Technické informace
Jsou to neklimatizované vozy se skříní typu UIC-Y o délce 24 500 mm. Nejvyšší povolená rychlost těchto vozů je 140 km/h. Jsou vybaveny podvozky Görlitz V (vozy vyrobené v letech 1965–1981) nebo Görlitz Va (1981–1985) se špalíkovou brzdou.
Vnější nástupní dveře jsou zalamovací, vnitřní přechodové jsou manuálně posuvné. Nástupní dveře jsou vybaveny i blokováním za jízdy a centrálním zavíráním, které ale bylo odebráno z vozů určených pouze pro vnitrostátní provoz – B256. Vozy mají polospouštěcí okna.
Ve vozech se nachází deset oddílů s dvěma čtyřmístnými lavicemi. Vozy B250 měly lavice potažené zelenou koženkou, ostatní řady červenou koženkou. V některých vozech řad B249 a B256 byly lavice přečalouněny látkovým potahem.
Vozy B250 byly vybaveny odporovým topením. Vozy řad B244, B249 a B256 teplovzdušným.
Původní nátěr byl tmavě zelený ve stylu Československých státních drah později přes okna světle zelený a zbytek bílý, a od roku 2009 vozy postupně přetírány do nového modro – šedobílého korporátního stylu Najbrt. Vozy, které byly nasazovány na vlaky s fanoušky při příležitosti fotbalového mistrovství Evropy 2012 v Polsku měly na skříni polepy s motivy fotbalových míčů.

## Modernizace

### Úpravy
V této sekci jsou chronologicky popsány úpravy, při kterých nedošlo k přeznačení vozů nebo k přeznačení došlo, ale přeznačené vozy jsou též popsány v tomto článku.
Původně byly všechny vozy řad B244, B249, B250 a B256 uzpůsobeny pro mezinárodní provoz dle úmluv RIC. Všem vozům B250 byl tento režim odebrán. Některé vozy B249 byly přeznačeny na vnitrostátní vozy B256 z důvodu zlevnění údržby, u vnitrostátních vozů nemusí být nainstalováno zařízení pro blokování dveří za jízdy apod.
Vozy B244 existovaly pouze přechodně, a to v letech 2005–2007, jsou totožné s vozy B249, ale oddíly č.  8–10 těchto vozů byly prohlášeny za kuřácké.
V roce 2007 byl upraven interiér 16 vozů B249 pro nasazení na expresech mezi Prahou a Brnem. Lavice byly přečalouněny látkovým potahem a na bočnicích vozů se objevil nápis „Brněnský expres“.
Od roku 2009 probíhá revitalizace (původně nazývaná „humanizace“) vozů typu B. Při ní je opraven interiér vozu – sedačky jsou přečalouněny modrým, látkovým potahem, je opravena podlaha, stěny vozu jsou vymalovány, bývají přetěsněna okna apod. Cena revitalizace jednoho vozu je asi jeden milion Kč (pro srovnání: cena nového vozu se pohybuje mezi 35 a 50 miliony Kč – záleží na výrobci a velikosti objednávky).
Některé vozy byly od roku 2012 postupně vybaveny 18žilovým UIC kabelem pro provoz ve vratných soupravách s řídicím vozem Bfhpvee295.
Koncem roku 2012 došlo k úpravě několika vozů B256 na B249 z důvodu pronájmu těchto vozů polskému dopravci Koleje Śląskie.

### Přestavby na jiné řady
Posledních osm vozů B přišlo v roce 1985 již od výrobce osazené centrálním zdrojem energie (CZE) namísto nápravového generátoru. Tyto vozy jsou nyní označeny Bee243.
V letech 1992 až 1995 bylo 31 vozů řady B a tři vozy řady BDs zrekonstruováno na vozy Bee273. Ve vozech byl mj. kompletně vyměněn interiér.
V letech 2001–2010 byl v 80 vozech B250 vyhrazen jeden oddíl výhradně pro potřeby vlakové čety. Do oddílu byl dosazen velký stolek. Vozy byly přeznačeny na řadu Bg260.
Mezi roky 2010 a 2011 bylo 49 vozů B256 zmodernizováno na Bd264. Úprava spočívala v odstranění jednoho krajního oddílu, přilehlé umývárny a WC a vybudování místa na přepravu jízdních kol. Prototyp této modernizace vznikl z vozu B249, ale u něj byla odstraněna jen umývárna a WC, oddíl zůstal.

## Provoz
Vozy, ač technicky zastaralé již v době své výroby, jsou stále[platí pořád?] dominantními řadami vozů na rychlících v České republice.
V době vozové krize v roce 2008 (modernizace řad Bee246 a Bpee247) dokonce pravidelně jezdily na mezistátních vlacích EuroCity. V případě mimořádností stále často zaskakují za kvalitnější vozy, ale existuje trend toto utlumovat.
Od října 2011 bylo deset vozů B249 pronajato polskému dopravci Koleje Śląskie, který je používal na svých osobních vlacích ve Slezském vojvodství. Od 9. prosincem 2012 Koleje Śląskie rozšířily rozsah svého provozu natolik, že byl počet vozů B249 pronajatých od ČD navýšen na 50 kusů. Během roku však potřebný počet těchto vozů v parku polského dopravce postupně klesal a vozy byly postupně vraceny do Česka, zcela byl pronájem vozů B249 do Polska ukončena v prosince 2013.
Existuje poslední vůz B250. Vůz 50 54 20-80 224 je deponován v Železničním muzeu v Lužné u Rakovníka.
K ukončení pravidelného provozu vozů B256 došlo v roce 2017.

## Přezdívky
- „Béčko“: podle označení vozů a jejich nevalné kvalitě, přezdívku používají spíše železniční nadšenci.
- „Koženka“: podle materiálu potahů lavic.[8]

## Fotogalerie

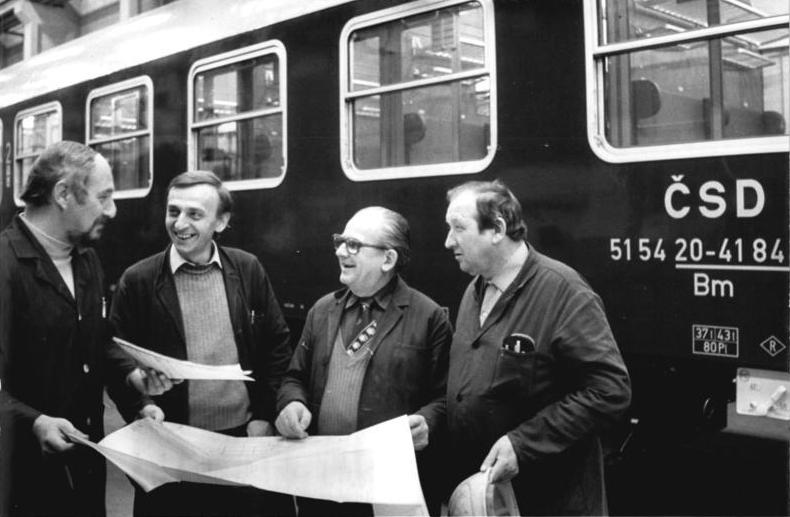
Fotka z předávání jednoho z vozů v roce 1984
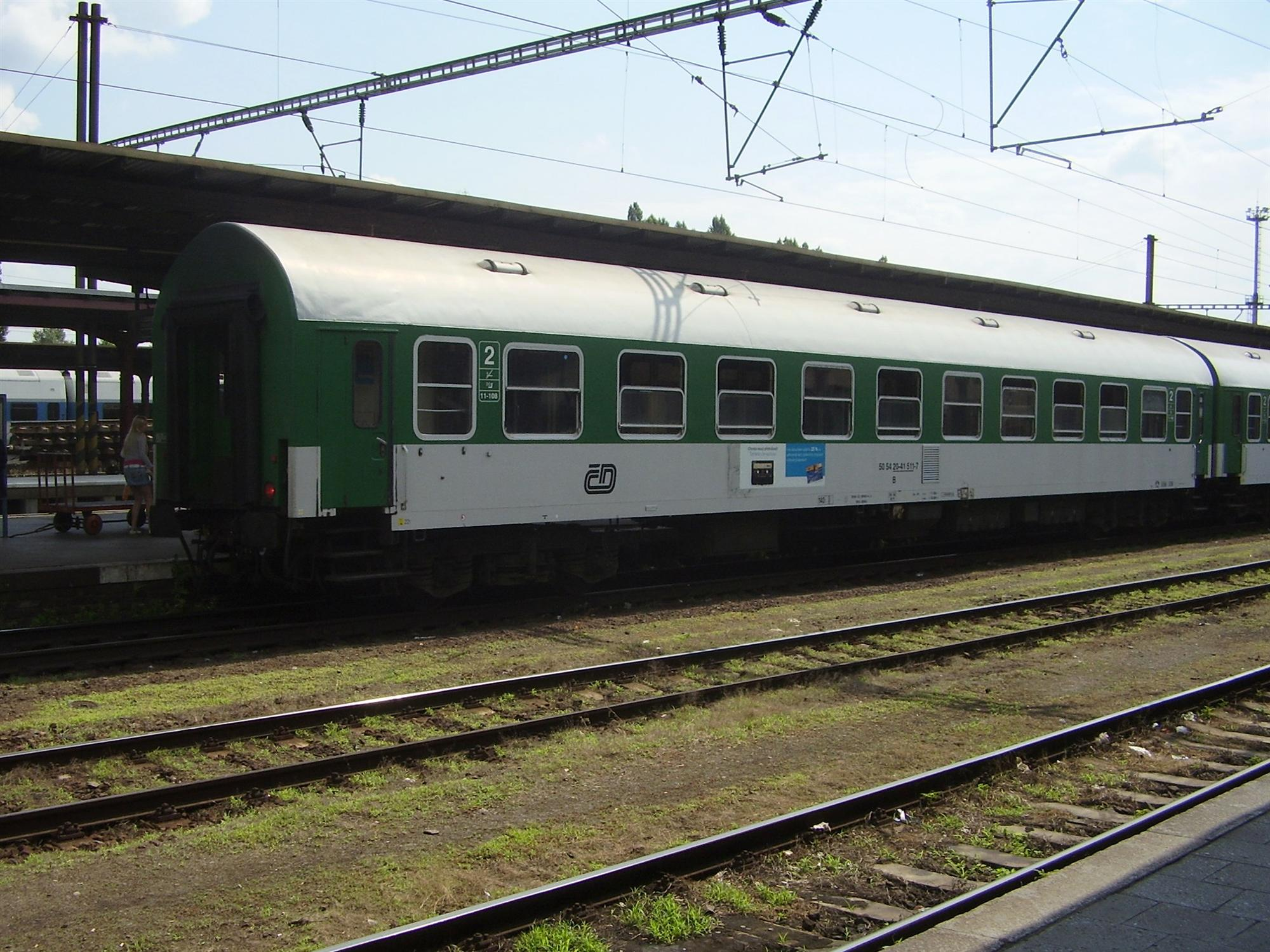
Vůz B256 v Kolíně
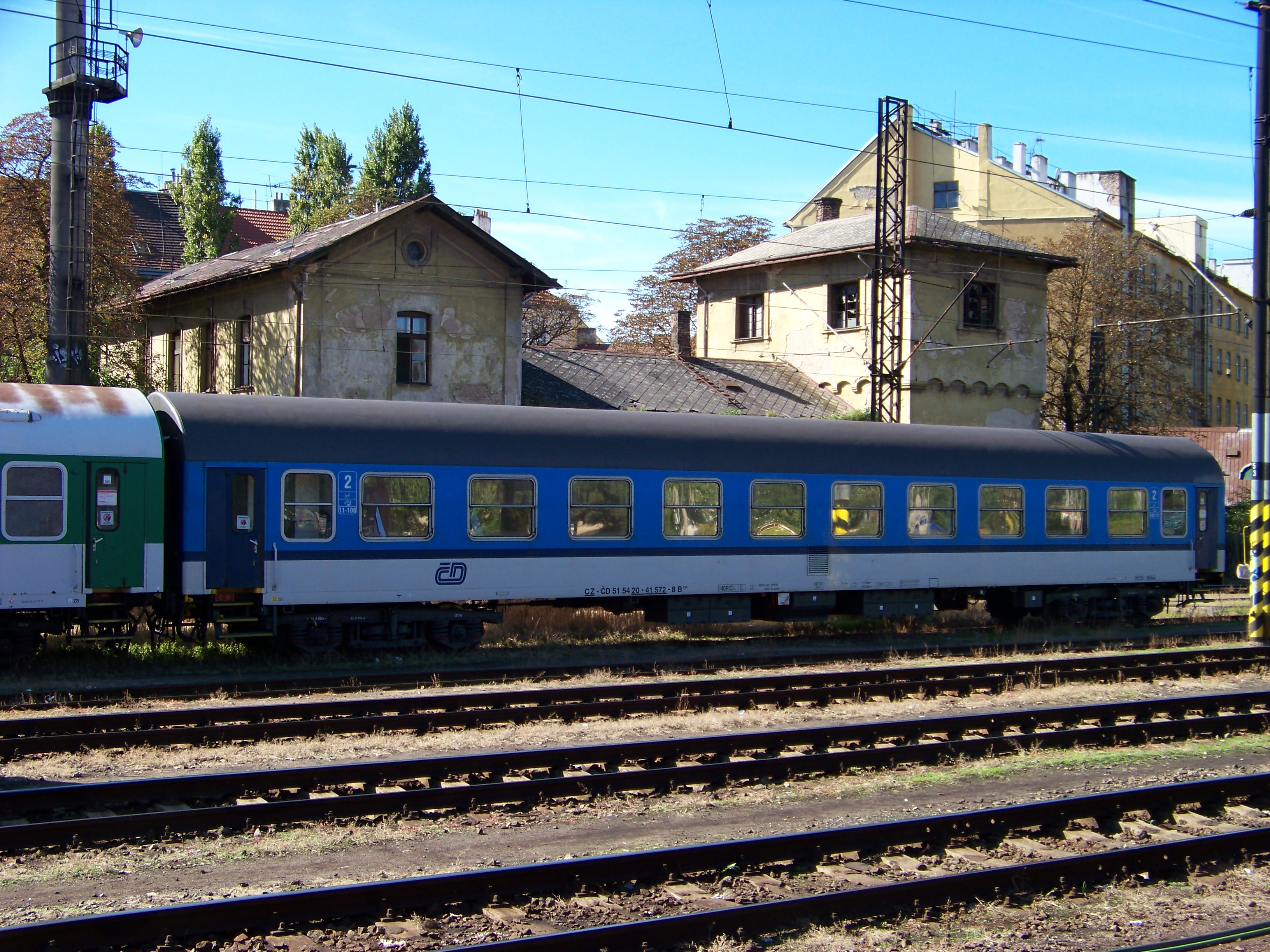
Vůz B^{249} v Praze-Vršovicích
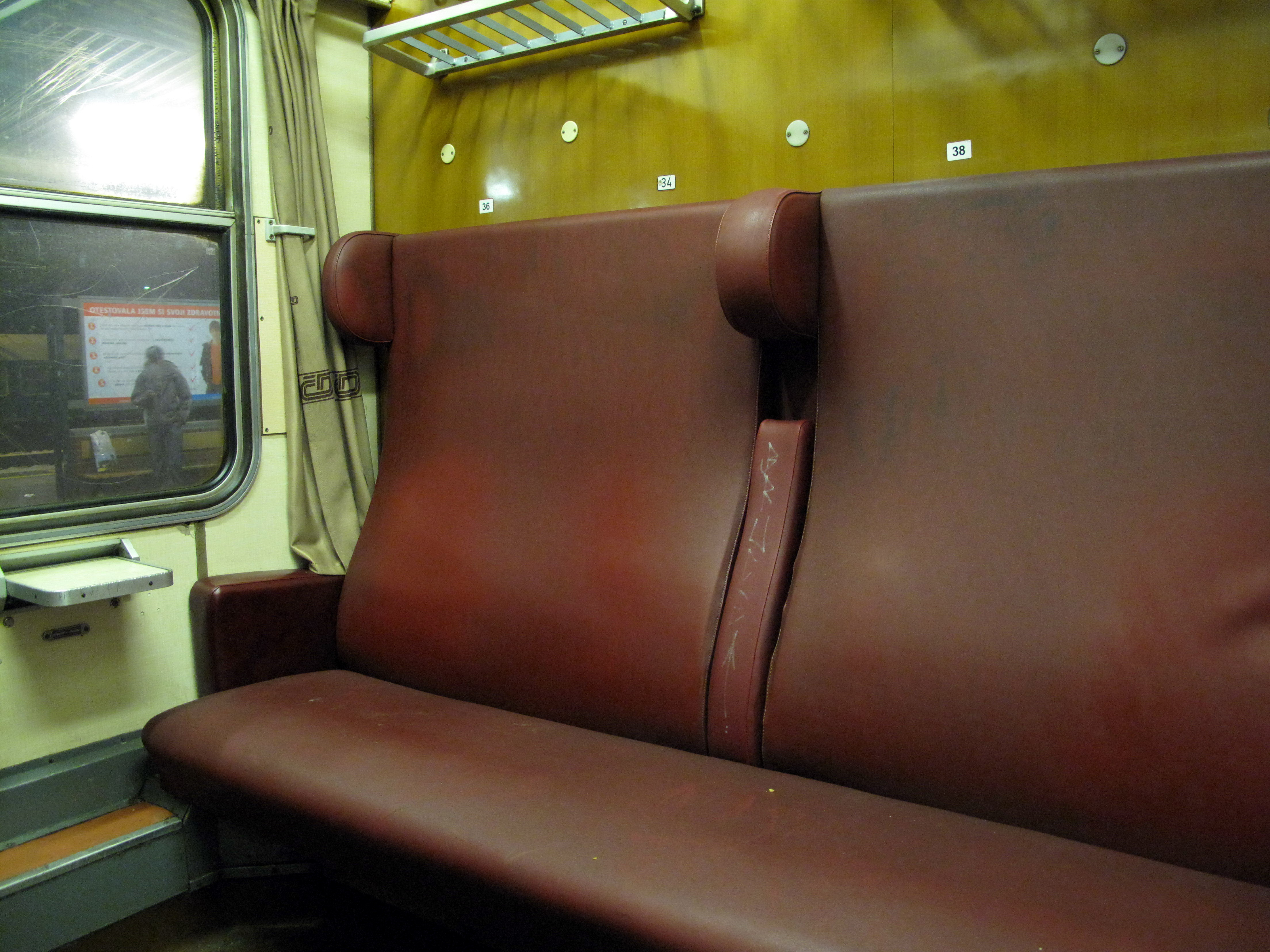
Oddíl ve voze B^{249} nebo B^{256}
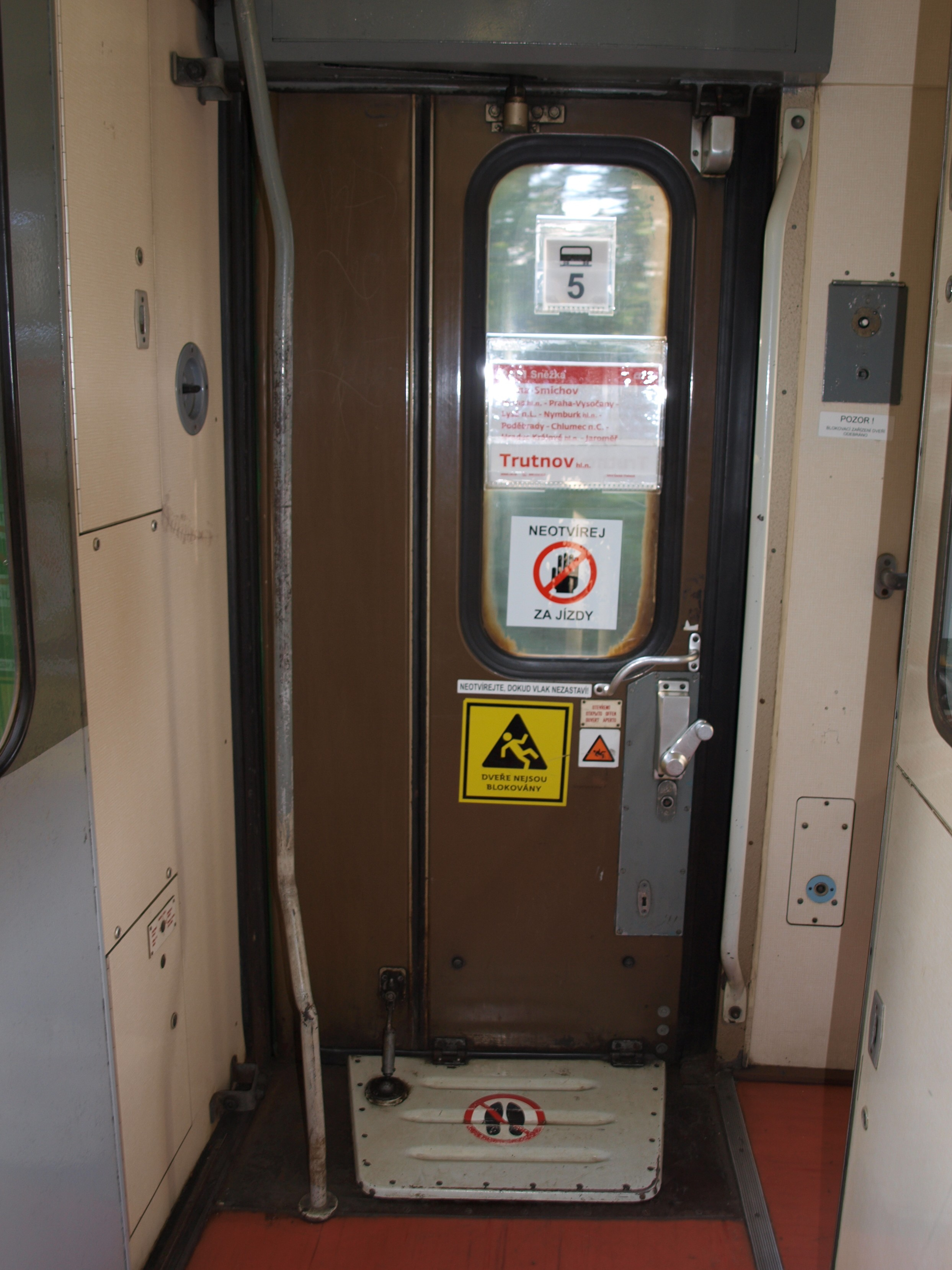
Vnitřní pohled na nástupní dveře